# Tigerspringkløften
Tigerspringkløften (kinesisk skrift: 虎跳峡, Hǔtiào Xiá, engelsk: Tiger Leaping Gorge) er en 15 km lang kløft i Chang Jiangs øvre løb (Jinsha Jiang), omkring 60 km nord for byen Lijiang i provinsen Yunnan i Kina. Kløften er spektakulær og et vigtigt turistmål, og hele området hvor flodens bugtninger skaber tre parallelle floder der er beskyttet som  verdensarvsted af UNESCO.    Det er Naxi-folket som bor langs kløften. 
Stedet ligger mellem bjergtoppene Yulongxue Shan (Jade Dragon Snow Mountain) på 5.596 m, og Haba Xueshan på 5.396 m, og kløften består af en række stryg med vandfald under op til 2.000 meter høje bjergsider og klipper. Legenden siger at en tiger undslap jægere ved at hoppe over en 25 meter bred kløft.
Tigerspringkløften blev åbnet for turisme i 1993, og efter massive protester blev planer fra 2004 om at anlægge  et vandkraftværk i kløften angivelig skrinlagt i 2007. 
Det planlagte projekt ville have reduceret vandføringen stærkt og fordrive naxi-landsbyer til mindre gæstmilde områder lænegre oppe, i Tibet.
Derimod er vandkraftanlæg under opførelse ovenfor kløften. 